# 孟宪民 (矿床学家)
孟宪民（1900年2月2日—1969年2月18日），男，江苏武进人，中国矿床学家。

## 生平
1921年毕业于清华大学。1924年毕业于美国科罗拉多州立矿业学院。1927年获美国麻省理工学院硕士学位。1955年当选中国科学院学部委员(院士)。曾任地质部矿物原料研究所副所长、研究员、中国地质科学院副院长。从事矿床地质研究。